# Franciszek Pudlarz
Franciszek Pudlarz, ps. Jasny (ur. 14 listopada 1883 w Łodzi, zm. 3 lipca 1943 tamże) – polski działacz niepodległościowy i socjalistyczny, polityk, poseł na Sejm Ustawodawczy oraz na Sejm I kadencji w II RP.

## Życiorys
Syn Michała i Marianny z domu Kauk, której przodkowie pochodzili z Lotaryngii. Od 1895 podjął pracę w Zakładach Bawełnianych K. Scheiblera w Łodzi, gdzie ukończył następnie szkołę fabryczną. Od 1902 rozpoczął działalność kole Towarzystwa Oświaty Narodowej w fabryce Scheiblera, organizacji podporządkowanej Lidze Narodowej. W 1904 wstąpił do Polskiej Partii Socjalistycznej. Uczestniczył w rewolucji w 1905 jako członek Komitetu w łódzkiej dzielnicy "Górna". Był również delegatem fabrycznym.
W 1906 wskutek doniesienia administracji fabryki, był aresztowany na dwa miesiące. Ponownie został aresztowany w 1907. Po dziewięciomiesięcznym śledztwie skazano go, w trybie administracyjnym na opuszczenie granic Królestwa. Wyjechał do Galicji i podjął pracę Krakowie, Bielsku, w Saksonii oraz we Lwowie. W 1911 powrócił do Łodzi i podjął pracę jako majster w fabryce Scheiblera. Podjął również działalność w PPS Lewicy. W 1913 był ponownie  aresztowany i więziony. Został uwolniony w 1914 po ucieczce Rosjan z Łodzi.
W okresie I wojny światowej działał w Okręgowym Komitecie Robotniczym PPS-Lewicy, Zarządzie Związku Zawodowego Robotników i Robotnic Przemysłu Włóknistego, zarządu Kooperatywy "Związkowiec". W 1918 wraz z Antonim Szczerkowskim, współtworzył niepodległościową Opozycję Robotniczą PPS-Lewicy, która w grudniu 1918 włączyła się do PPS. 
13 listopada 1918 został wybrany do tymczasowego prezydium Rady Robotniczej Łodzi, zaś  od 1 grudnia został członkiem Łódzkiej Rady Robotniczej. Od kwietnia 1919 przewodniczył Komitetowi Dzielnicowemu "Górna". W latach 1920–1921 podpisywał jako red. odpowiedzialny lokalny organ partyjny "Dziennik Robotniczy".
W pierwszych wyborach samorządowych w lutym 1919 uzyskał mandat do Rady Miejskiej z listy PPS. Po śmierci Aleksandra Napiórkowskiego, objął po nim od 18 sierpnia 1920 mandat poselski w Sejmie Ustawodawczym. Zasiadał w komisjach: aprowizacyjnej, odbudowy kraju i likwidacyjnej. Działał w Zarządzie Głównym Związku Zawodowego Robotników i Robotnic Przemysłu Włókienniczego.
W sierpniu 1920 był członkiem Robotniczego Komitetu Walki z Najazdem. Podczas III powstania śląskiego, działał z ramienia PPS na Górnym Śląsku. W wyborach parlamentarnych w 1922 ponownie wybrany do Sejmu z listy PPS, w okręgu wyborczym nr 15 (Konin). W Sejmie I kadencji działał w komisji opieki społecznej i inwalidzkiej.
W wyborach w 1928 nie został wystawiony na listach PPS. W listopadzie 1928 przeszedł do PPS dawnej Frakcji Rewolucyjnej. Potem wycofał się z życia politycznego, pracując jako urzędnik-kontroler Wydziału Opieki Społecznej Magistratu w Łodzi.

## Ordery i odznaczenia
- Krzyż Niepodległości – 16 marca 1937 „za pracę w dziele odzyskania niepodległości”[2][1][3]